# Morimus verecundus
Morimus verecundus là một loài bọ cánh cứng trong họ Cerambycidae.